# Taxman (The Beatles)
Taxman is een nummer van de Britse band The Beatles uit 1966. Het is geschreven door George Harrison en staat op de lp Revolver. Het nummer gaat over de hoge belastingen, de zogenaamde supertax. In het lied worden twee politici met hun achternaam genoemd, Mr. Wilson en Mr. Heath. In het bekende Playboy-interview uit december 1980 vertelde John Lennon dat hij Harrison met de tekst heeft geholpen, omdat Harrison dat niet aan Paul McCartney durfde te vragen.
Het nummer is opgenomen op 21, 22 en 23 april 1966 en heeft een lengte van 2:36.
- John Lennon: tamboerijn, achtergrondzang
- Paul McCartney: basgitaar, gitaar, achtergrondzang
- George Harrison: zang, staccatogitaar
- Ringo Starr: drum

## Andere uitvoeringen
Diverse artiesten hebben Taxman gecoverd; zo verscheen er van Stevie Ray Vaughan een postuum uitgebrachte versie op zijn Greatest Hits-album. The Jam leende het intro voor de single Start! uit 1980. Zelf speelde Harrison het bij zijn concerten uit 1991-1992 (met en zonder Eric Clapton) en voegde hij voor de gelegenheid nieuwe tekstregels toe. 